# Кућа породице Баџак
Кућа породице Баџак се налази у Јагњилу, насељеном месту на територији градске општине Младеновац, подигнута је почетком 19. века. Представља непокретно културно добро као споменик културе.
Кућа се налази на крају села, на благом узвишењу, тако да својим положајем доминира простором, димензија 15х12 m. Темељи су зидани у ломљеном камену са храстовим гредама, конструкција је бондручна са испуном од чатме и опеке, облепљена блатним малтером. Кров је четвороводни, благог пада, покривен ћерамидом. Таванице су некада у свим просторијама биле од шашовца, док је данас један део обрађен лепом. Подови су дашчани. Некадашњи доксат је затворен тако да је испред улаза формиран мали „конг“.
Својим габаритом, изузетним пропорцијама у односу тела и крова куће, као и складом тамног и светлог, ова кућа представља један од најбољих примерака народне архитектуре на подручју општине Младеновац.